# Impasciences
Impascience est une revue trimestrielle française sur la science au quotidien et sa critique politique, idéologique et sociale.
Créée en 1975 par Jean-Marc Lévy-Leblond dans la foulée de mai 1968, cette revue a publié sept numéros.